# Корона Бразильской империи

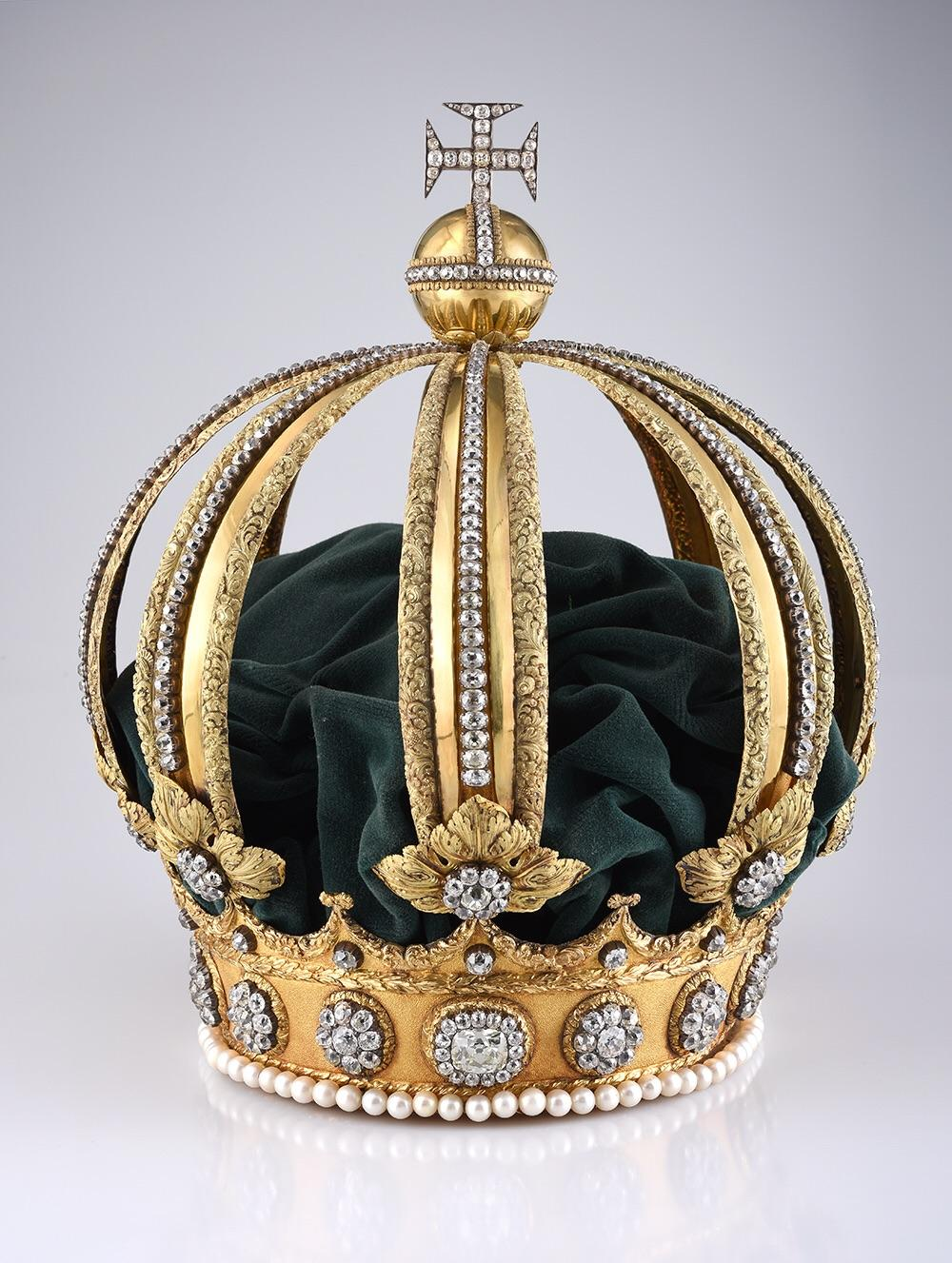
Корона.

Корона Бразильской империи (порт. Coroa Imperial do Brasil), известная также как корона дона Педру II или бриллиантовая корона (поскольку большинство драгоценных камней, использованных при её изготовлении — бриллианты) — корона, изготовленная для второго бразильского императора Педро II.
С добавлением этой короны к императорским регалиям Бразилии отказались от использования предыдущей, более простой короны Педро I. Изображение короны дона Педро II также заменило изображение старой короны на флаге и гербе Бразильской империи тем самым сделав новую корону официальной императорской короной государства.
Корона дона Педру I была проще, её поспешно изготовили в 1822 году для коронации первого императора Бразилии, всего через несколько месяцев после провозглашения независимости страны.
Когда было объявлено о совершеннолетии второго императора Бразилии, Педро II, и началась подготовка к его коронации, правительство увидело необходимость заказать изготовление новой короны.

## Изготовление
Корона была заказана бразильскому ювелиру из Рио-де-Жанейро Карлушу Мартину и впервые была представлена публике 8 июля 1841 года, всего за несколько дней до коронации нового монарха, состоявшейся 18 июля того же года. Её изготовили из 18-каратного золота, инкрустировали 639 драгоценными камнями, в основном бриллиантами, и 77 жемчужинами по 8 мм каждая. Из обруча-основания короны исходят 8 полудуг, в соединении которых находится шар (держава) с крестом. Внутри короны находится шапка из зелёного бархата (тон тёмно-зелёной внешней поверхности императорской мантии).
Общий вес короны составляет 1,9 кг, диаметр — 205 мм, высота — 31 см.

## Использование

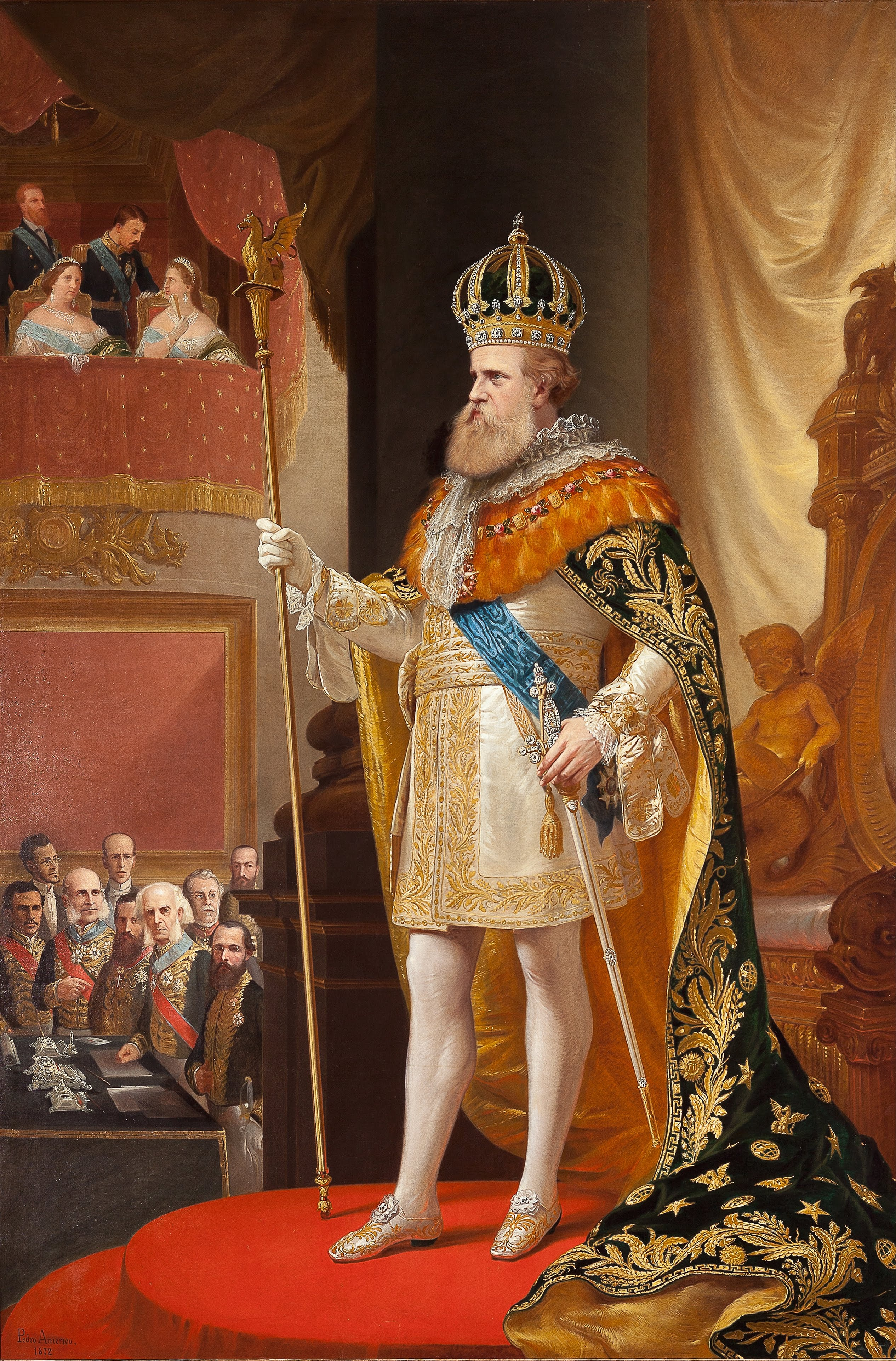
Император Педро II, с императорскими регалиями, и в Императорской короне Бразилии, изображён произносящим тронную речь на открытии ежегодной сессии Бразильского императорского парламента (Генеральной Ассамблеи) в 1872 году. Картина Педру Америку.

Президент Жетулиу Варгас осматривает Императорскую корону во время открытия Императорского музея 16 марта 1943 года

Помимо коронационной мессы, бразильские императоры обычно носили свои короны только два раза в год, на церемониях открытия и закрытия сессии Бразильского императорского парламента, когда император появлялся при полных регалиях, чтобы произнести свою тронную речь.
После ликвидации монархии в 1889 году, правительство недавно провозглашённой республики завладело всеми предметами Императорских регалий, но в отличие от того, что произошло при упразднении других монархий, ни один предмет регалий не был продан или уничтожен. С 1943 года Императорская корона Бразилии и все другие предметы регалий находятся на постоянной публичной выставке в Императорском дворце в городе Петрополис, который сейчас преобразован в Императорский музей Бразилии.
До открытия Императорского музея в 1943 году, Императорская корона и другие регалии хранились под замком и принадлежали Министерству финансов.
Императорская корона является собственностью бразильского государства.

## Копия
В начале XXI века бразильские ювелиры фирмы Amsterdam Sauer создали копию оригинальной Императорской короны дона Педро II. На создание копии с использованием технологий XIX века, не используемых в наши дни, потребовалось 18 месяцев. Копия выставлена в Амстердамском музее драгоценных камней и редких минералов Зауера в Ипанеме, Рио-де-Жанейро.
Копия тяжелее и крупнее оригинальной короны, весит 2,77 кг и инкрустирована 596 камнями общим весом 911, 84 карат.